# (464296) 2016 AR95
(464296) 2016 AR95 es un asteroide perteneciente al cinturón de asteroides, descubierto el 28 de diciembre de 2007 por el equipo Spacewatch desde el Observatorio Nacional de Kitt Peak (Arizona, Estados Unidos).